# België op het wereldkampioenschap voetbal 1986
België was een van de deelnemende landen op het wereldkampioenschap voetbal 1986 in Mexico. Het was de zevende deelname voor het land. Guy Thys nam als bondscoach voor de tweede keer deel aan het WK. België bereikte de halve finale, werd uiteindelijk vierde en zette zo zijn beste WK-prestatie neer tot en met 2018, toen België 3e werd. De spelers die tot de selectie van Thys behoorden, werden na het WK op handen gedragen door de Belgische voetbalsupporters.

## Kwalificatie
België begon op 17 oktober 1984 in groep 1 aan de kwalificatie voor het wereldkampioenschap. De Belgen startten in eigen land tegen Albanië. Pas in de tweede helft brak de wedstrijd open. Nico Claesen opende de score, Bedri Omuri maakte niet veel later gelijk. Twee late treffers van respectievelijk Enzo Scifo en invaller Eddy Voordeckers trokken de Rode Duivels over de streep. Scifo was op dat ogenblik nog maar 18 jaar en pas international.
In het tweede duel, tegen Griekenland, eindigde op een 0-0 gelijkspel, waarna opnieuw Albanië op het programma stond. Ditmaal wonnen de Albanezen met 2-0. Alle landen hadden op dat ogenblik drie punten, maar Polen had wel een wedstrijd minder gespeeld. Op 27 maart 1985 mochten de Rode Duivels de Grieken ontvangen. Het werd 2-0 na late goals van Frank Vercauteren en opnieuw Scifo.
Een dubbele confrontatie met het Polen van stervoetballer Zbigniew Boniek zou over het lot van de Belgen beslissen. De thuiswedstrijd werd door de Duivels gewonnen. Erwin Vandenbergh en Vercauteren zorgden voor de 2-0-eindstand. Polen en België begonnen met elk 7 punten aan het laatste kwalificatieduel. Bij een gelijkspel zou Polen groepswinnaar worden, de Belgen moesten dus winnen om barragewedstrijden te vermijden. Het werd 0-0, waardoor België tweede werd in zijn groep.
In de barragewedstrijden moest België het opnemen tegen buurland Nederland. De derby der Lage Landen moest bepalen wie er naar het WK mocht. Oranje, dat onder leiding stond van Leo Beenhakker, speelde eerst op verplaatsing. De Belgen maakten er hevige wedstrijd van. Al na vier minuten ging Vercauteren theatraal neer na een contact met Wim Kieft. De Nederlandse spits kreeg meteen rood. Niet veel later scoorde Vercauteren ook het enige doelpunt van de wedstrijd.
De terugwedstrijd in de De Kuip in Rotterdam werd een van de bekendste duels uit de geschiedenis van het Belgisch voetbalelftal. Nederland zette de 1-0 uit de heenwedstrijd recht via goals van Peter Houtman en Rob de Wit. Maar in de laatste minuten scoorde België een belangrijk uitdoelpunt. Verdediger Georges Grün, die Thys had laten invallen om de boomlange John van Loen op te vangen, trof in de 85e minuut raak met het hoofd. Nederland kon niet meer reageren en was uitgeschakeld. België mocht opnieuw naar het WK.

### Kwalificatieduels
| 17 oktober 1984   | België      | 3 - 1 | Albanië     |
| 19 december 1984  | Griekenland | 0 - 0 | België      |
| 22 december 1984  | Albanië     | 2 - 0 | België      |
| 27 maart 1985     | België      | 2 - 0 | Griekenland |
| 1 mei 1985        | België      | 2 - 0 | Polen       |
| 11 september 1985 | Polen       | 0 - 0 | België      |

### Barragewedstrijden
| 16 oktober 1985  | België    | 1 - 0 | Nederland |
| 20 november 1985 | Nederland | 2 - 1 | België    |

### Eindstand
| Land        | Wed | W | G | V | DV | DT | Ptn |
| ----------- | --- | - | - | - | -- | -- | --- |
| Polen       | 6   | 3 | 2 | 1 | 10 | 6  | 8   |
| België      | 6   | 3 | 2 | 1 | 7  | 3  | 8   |
| Albanië     | 6   | 1 | 2 | 3 | 6  | 9  | 4   |
| Griekenland | 6   | 1 | 2 | 3 | 5  | 10 | 4   |

## Het wereldkampioenschap
De Belgen mochten opnieuw naar Mexico, net als in 1970. Toen liep het WK uit op een sisser. Sommige spelers kregen heimwee en voelden zich in Zuid-Amerika niet goed in hun sas. De voetbalbond nam ditmaal geen risico's en stuurde de nationale ploeg op hoogtestage in het Zwitserse Ovronnaz. Thys besloot om Marc Degryse en Alex Czerniatynski niet mee te nemen naar Mexico. Thys' selectiepolitiek kreeg dan ook van zowel de Nederlandstalige als de Franstalige pers hevige kritiek.
Voor de loting werd België ondergebracht in pot 4, samen met onder meer Portugal en Schotland. België belandde in groep B, samen met gastland Mexico, Paraguay en Irak.
In de eerste wedstrijd, die op 3 juni 1986 plaatsvond in het monumentale Aztekenstadion, kwamen de Rode Duivels al snel achter tegen het Mexico van Real Madrid-aanvaller Hugo Sánchez. Erwin Vandenbergh zorgde nog voor de rust voor de aansluitingstreffer, maar in de tweede helft konden de Belgen niets meer rechtzetten. Het gastland won voor eigen volk met 2-1.
De Duivels hadden al meteen iets goed te maken tegen het onbekende Irak. Scifo bracht zijn team op voorsprong en Nico Claesen diepte de voorsprong uit toen België een strafschop kreeg voor een lichte overtreding op Vercauteren. Irak kwam gemotiveerd uit de kleedkamer, maar betaalde dat cash toen Basil Hanna met rood van het veld gestuurd werd na een duel met Scifo. Toch wisten de Irakezen nog tegen te scoren. Abdul Aufi zorgde in het slot voor de aansluitingstreffer. België won uiteindelijk met 2-1, maar had opnieuw pover gespeeld. Jean-Marie Pfaff moest zelfs enkele keren de gelijkmaker voorkomen. De Belgische pers was achteraf hard voor de nationale ploeg.
In de derde en laatste groepswedstrijd moest België hopen op puntenverlies van Mexico of winnen van Paraguay. Er heerste onrust in de spelersgroep. Franky Van der Elst werd gepasseerd door Thys. De speler van Club Brugge vond dat Thys de controle kwijt was en noemde zijn bondscoach oud. Mexico won met het kleinste verschil van Irak, dus moesten de Belgen winnen. Vercauteren bracht zijn land op voorsprong via een bal die mooi in de kruising verdween. Het was niet duidelijk of het om een schot of voorzet ging. Doch riep Peter Goldstein, een Amerikaanse professor, het later uit tot het mooiste WK-doelpunt ooit.
Roberto Cabañas maakte net na de rust gelijk, maar Danny Veyt zorgde er opnieuw voor dat België op voorsprong kwam. In 76e minuut maakte Cabañas zijn tweede treffer voor Paraguay. Het duel eindigde op een 2-2 gelijkspel, waardoor de Duivels derde werden na Mexico en Paraguay. Als beste derde van alle groepen mocht België toch door naar de volgende ronde.
In de volgende ronde wachtte de op papier ijzersterke Sovjet-Unie. Met spelers als Pavel Jakovenko, Igor Belanov en Rinat Dasajev was de Sovjet-Unie favoriet, zeker gezien de zwakke prestaties van de Belgen. Het duel tussen beide landen werd een van de meest onvergetelijke wedstrijden uit de geschiedenis van de Rode Duivels. Belanov scoorde al na 27 minuten via een knap afstandsschot; de Sovjet-Unie was aanvankelijk duidelijk superieur. Toch hoefde België in de eerste helft geen tegendoelpunten meer te incasseren. Het bleef tot aan de rust 1-0. Net na de pauze stond Scifo op de juiste plaats om de gelijkmaker binnen te tikken. De Sovjet-Unie panikeerde echter niet, opnieuw Belanov zorgde na 70 minuten voor de 2-1. Maar enkele minuten nadien bracht aanvoerder Jan Ceulemans de score opnieuw in evenwicht. Hij controleerde een diepe bal met de borst en trapte de bal overhoeks binnen. Met nog een tiental minuten te gaan, leek plots alles mogelijk.

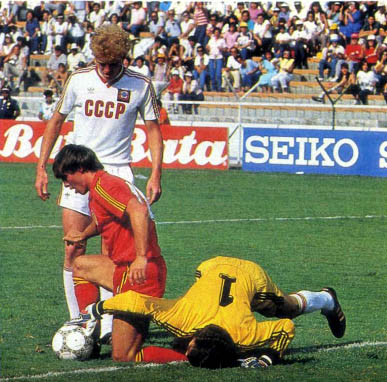
Nico Claesen in rode shirt
USSR-België, WK 1986

Het bleef 2-2 en dus kwamen er verlengingen. Verdediger Stéphane Demol rukte mee op en bracht de Belgen met een harde kopbal voor het eerst op voorsprong. De Rode Duivels waren ontketend. Nico Claesen haalde in de tweede verlenging hard uit, zijn vluchtschot was onhoudbaar voor doelman Dasajev. Belanov vervolledigde vervolgens zijn hattrick van op de stip, maar een gelijkmaker viel er niet meer uit de lucht. Het werd 3-4 en België mocht naar de kwartfinale.
In de kwartfinale was de tegenstander Spanje, dat een ronde eerder Denemarken met 1-5 had ingeblikt. Spanje beschikte tegen de Belgen over bekende namen als Emilio Butragueño, José Antonio Camacho, Andoni Zubizarreta en Julio Salinas. België was in theorie opnieuw de underdog, maar kwam als eerste op voorsprong. Aanvoerder Ceulemans maakte zijn tweede van het toernooi.
De Spanjaarden gingen op zoek naar een gelijkmaker, maar stuitten meermaals op Pfaff. Pas in het slot wist Juan Antonio Señor te scoren voor de Zuid-Europeanen. Het duel eindigde op 1-1, in de verlengingen werd er niet meer gescoord. De strafschoppenreeks werd een thriller. Pfaff stopte de tweede strafschop van de Spanjaarden en zette de Belgen op rozen. Invaller Leo Van der Elst mocht de laatste strafschop nemen. Hij trapte de bal staalhard binnen en maakte zo zijn belangrijkste doelpunt ooit.

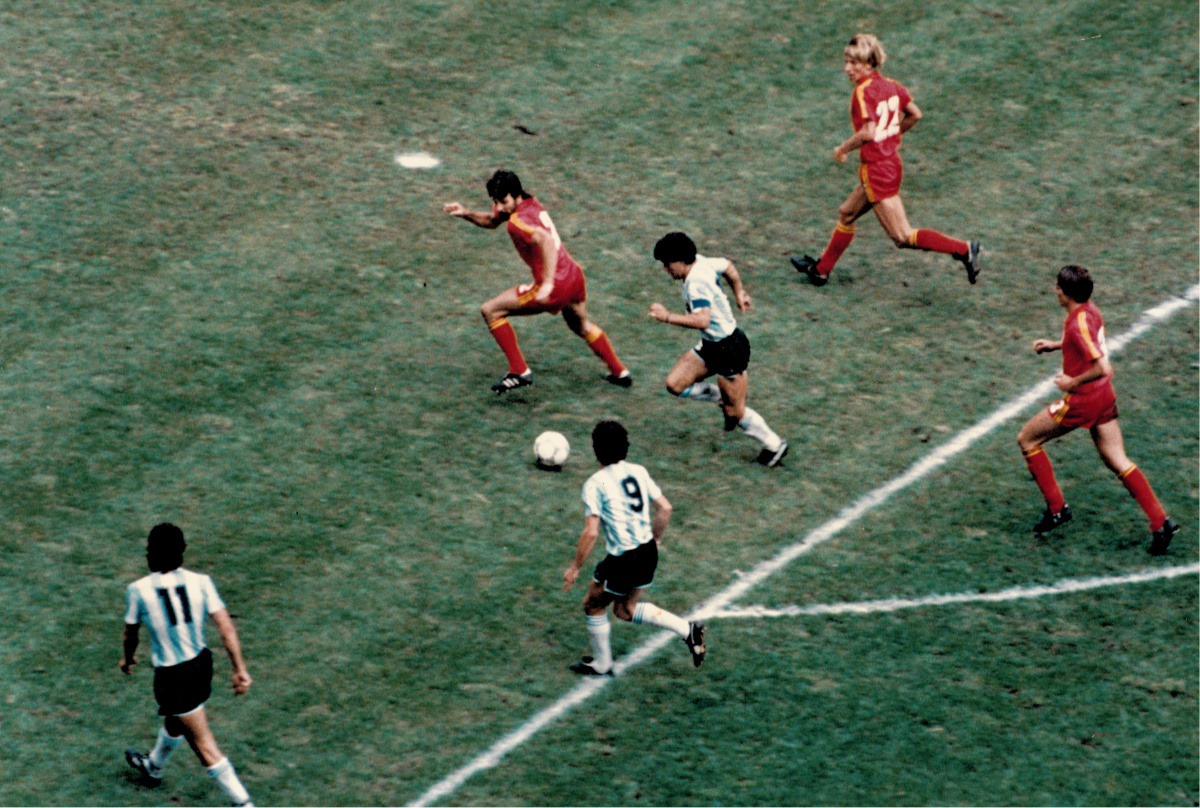
Diego Maradona aan de bal
Argentinië-België, WK 1986

In de halve finale wachtte het Argentinië van stervoetballer Diego Maradona. Het kleine dribbelwonder dolde met de Belgen en scoorde twee keer. De Rode Duivels waren niet opgewassen tegen zoveel individuele klasse. In de troostfinale namen de Duivels het op tegen Frankrijk. Michel Platini keek van aan de zijlijn toe. Thys liet dan weer Raymond Mommens, die nog niet had meegespeeld op het toernooi, 90 minuten meedraaien. Na de reguliere speeltijd stond het 2-2, Ceulemans en Claesen scoorden voor de Belgen. De derde wedstrijd met verlengingen was er te veel aan voor de Rode Duivels. Frankrijk liep uit tot 4-2, waardoor de Belgen met lege handen naar huis moesten. Na het toernooi werd Enzo Scifo wel nog uitgeroepen tot beste jongere van het WK.
Eens terug in België wachtten de duizenden supporters de nationale ploeg op. De Grote Markt in Brussel stond volledig vol toen de selectie van Guy Thys op het balkon van het stadhuis verscheen. De menigte scandeerde de naam van Pfaff, die in België een volksheld werd na zijn sterke WK-prestatie.

## Tenue
Sportmerk: adidas
| Thuis | Uit | Doelman | Doelman | Doelman |

### Technische staf
| Naam            | Functie           |
| --------------- | ----------------- |
| Technische staf |                   |
| Guy Thys        | Bondscoach        |
| Michel Sablon   | Assistent-trainer |

### Selectie
| No. | Naam                | Wedstr. |   |   |   |   |   | Club               |
| --- | ------------------- | ------- | - | - | - | - | - | ------------------ |
| 1   | Jean-Marie Pfaff    | 7       | 0 | 1 | 0 | 0 | 0 | Bayern München     |
| 2   | Eric Gerets         | 6       | 0 | 0 | 0 | 0 | 0 | PSV                |
| 3   | Franky Van der Elst | 4       | 0 | 1 | 0 | 1 | 0 | Club Brugge        |
| 4   | Michel De Wolf      | 2       | 0 | 0 | 0 | 0 | 0 | AA Gent            |
| 5   | Michel Renquin      | 5       | 0 | 1 | 0 | 0 | 2 | Standard Luik      |
| 6   | Frank Vercauteren   | 6       | 1 | 0 | 0 | 0 | 1 | RSC Anderlecht     |
| 7   | René Vandereycken   | 2       | 0 | 0 | 0 | 0 | 0 | RSC Anderlecht     |
| 8   | Enzo Scifo          | 7       | 2 | 0 | 0 | 0 | 2 | RSC Anderlecht     |
| 9   | Erwin Vandenbergh   | 1       | 1 | 0 | 0 | 0 | 1 | RSC Anderlecht     |
| 10  | Philippe Desmet     | 3       | 0 | 0 | 0 | 1 | 1 | KSV Waregem        |
| 11  | Jan Ceulemans       | 7       | 3 | 1 | 0 | 0 | 0 | Club Brugge        |
| 12  | Jacky Munaron       | 0       | 0 | 0 | 0 | 0 | 0 | RSC Anderlecht     |
| 13  | Georges Grün        | 6       | 0 | 1 | 0 | 1 | 2 | RSC Anderlecht     |
| 14  | Lei Clijsters       | 2       | 0 | 0 | 0 | 2 | 0 | Waterschei SV Thor |
| 15  | Leo Van der Elst    | 4       | 0 | 0 | 0 | 4 | 0 | Club Brugge        |
| 16  | Nico Claesen        | 7       | 3 | 1 | 0 | 1 | 0 | Standard Luik      |
| 17  | Raymond Mommens     | 1       | 0 | 0 | 0 | 0 | 0 | KSC Lokeren        |
| 18  | Danny Veyt          | 5       | 1 | 1 | 0 | 0 | 1 | KSV Waregem        |
| 19  | Hugo Broos          | 3       | 0 | 1 | 0 | 1 | 0 | Club Brugge        |
| 20  | Gilbert Bodart      | 0       | 0 | 0 | 0 | 0 | 0 | Standard Luik      |
| 21  | Stéphane Demol      | 7       | 1 | 1 | 0 | 1 | 1 | RSC Anderlecht     |
| 22  | Patrick Vervoort    | 5       | 0 | 0 | 0 | 0 | 0 | Beerschot VAC      |

### Wedstrijden

#### Poulefase
|                       |                 |       |                          |                                                                                                |
| 3 juni 1986 12:00 CST | België          | 1 – 2 | Mexico                   | Aztekenstadion, Mexico City Toeschouwers: 110.000 Scheidsrechter: Carlos Esposito (Argentinië) |
| 3 juni 1986 12:00 CST | Vandenbergh 45' |       | 23' Quirarte 39' Sánchez | Aztekenstadion, Mexico City Toeschouwers: 110.000 Scheidsrechter: Carlos Esposito (Argentinië) |

| België | Mexico |

| België:    |    |                     |     |
|            |    |                     |     |
| GK         | 1  | Jean-Marie Pfaff    |     |
| RWB        | 2  | Eric Gerets         |     |
| CB         | 19 | Hugo Broos          | 39' |
| CB         | 3  | Franky Van der Elst | 56' |
| CB         | 4  | Michel De Wolf      |     |
| LWB        | 6  | Frank Vercauteren   |     |
| DM         | 7  | René Vandereycken   |     |
| AM         | 8  | Enzo Scifo          |     |
| AM         | 11 | Jan Ceulemans       |     |
| CF         | 10 | Philippe Desmet     | 60' |
| CF         | 9  | Erwin Vandenbergh   | 66' |
| Invallers: |    |                     |     |
| FW         | 16 | Nico Claesen        | 60' |
| DF         | 21 | Stéphane Demol      | 66' |
| Coach:     |    |                     |     |
| Guy Thys   |    |                     |     |

| Mexico:          |    |                   |     |
|                  |    |                   |     |
| GK               | 1  | Pablo Larios      |     |
| RB               | 2  | Mario Trejo       |     |
| CB               | 14 | Felix Cruz        |     |
| CB               | 3  | Fernando Quirarte |     |
| LB               | 17 | Raul Servin       |     |
| RM               | 13 | Javier Aguirre    |     |
| CM               | 22 | Manuel Negrete    |     |
| CM               | 16 | Carlos Muñoz      | 83' |
| LM               | 10 | Tomás Boy         | 69' |
| CF               | 15 | Luis Flores       | 79' |
| CF               | 9  | Hugo Sánchez      | 23' |
| Invallers:       |    |                   |     |
| MF               | 7  | Miguel Espana     | 69' |
| DF               | 5  | Francisco Cruz    | 79' |
| Coach:           |    |                   |     |
| Bora Milutinović |    |                   |     |

|                       |           |       |                              |                                                                                                 |
| 8 juni 1986 12:00 CST | Irak      | 1 – 2 | België                       | Estadio Nemesio Díez, Toluca Toeschouwers: 20.000 Scheidsrechter: Jesus Diaz Palacio (Colombia) |
| 8 juni 1986 12:00 CST | Radhi 59' |       | 16' Scifo 21' (pen.) Claesen | Estadio Nemesio Díez, Toluca Toeschouwers: 20.000 Scheidsrechter: Jesus Diaz Palacio (Colombia) |

| Irak | België |

| Irak:      |    |                  |        |
|            |    |                  |        |
| GK         | 1  | Raad Salman      | 20'    |
| RB         | 3  | Khalil Allawe    |        |
| CB         | 5  | Samir Mahmoud    | 48'    |
| CB         | 4  | Nudhum Salim     | 29'    |
| LB         | 22 | Ghanim Al-Roubai |        |
| RM         | 15 | Natik Abidoun    | 65'    |
| CM         | 8  | Ahmed Amaiesh    |        |
| CM         | 9  | Kerim Minshid    | 82'    |
| LM         | 14 | Basil Hanna      | 1' 52' |
| CF         | 7  | Haris Hassan     | 42'    |
| CF         | 6  | Ali Shihab       |        |
| Invallers: |    |                  |        |
| FW         | 11 | Abdul Aufi       | 82'    |
| Coach:     |    |                  |        |
| Evaristo   |    |                  |        |

| België:    |    |                     |     |
|            |    |                     |     |
| GK         | 1  | Jean-Marie Pfaff    |     |
| RWB        | 2  | Eric Gerets         |     |
| CB         | 3  | Franky Van der Elst |     |
| CB         | 21 | Stéphane Demol      | 69' |
| CB         | 4  | Michel De Wolf      |     |
| LWB        | 6  | Frank Vercauteren   |     |
| DM         | 7  | René Vandereycken   |     |
| AM         | 8  | Enzo Scifo          | 67' |
| AM         | 11 | Jan Ceulemans       |     |
| CF         | 10 | Philippe Desmet     |     |
| CF         | 16 | Nico Claesen        | 16' |
| Invallers: |    |                     |     |
| DF         | 14 | Lei Clijsters       | 67' |
| DF         | 13 | Georges Grün        | 69' |
| Coach:     |    |                     |     |
| Guy Thys   |    |                     |     |

|                        |                  |       |                          |                                                                                             |
| 11 juni 1986 12:00 CST | Paraguay         | 2 – 2 | België                   | Estadio Nemesio Díez, Toluca Toeschouwers: 16.000 Scheidsrechter: Bogdan Dotchev, Bulgarije |
| 11 juni 1986 12:00 CST | Cabañas 50', 76' |       | 30' Vercauteren 59' Veyt | Estadio Nemesio Díez, Toluca Toeschouwers: 16.000 Scheidsrechter: Bogdan Dotchev, Bulgarije |

| Paraguay | België |

| Paraguay:   |    |                       |     |
|             |    |                       |     |
| GK          | 1  | Roberto Fernandez     |     |
| RB          | 2  | Juan Torales          |     |
| CB          | 3  | César Zabala          |     |
| CB          | 5  | Rogelio Delgado       |     |
| LB          | 6  | Jorge Amado Nunes     |     |
| RM          | 7  | Buenaventura Ferreira |     |
| CM          | 8  | Julio Cesar Romero    | 55' |
| CM          | 10 | Adolfino Cañete       |     |
| LM          | 16 | Jorge Guasch          |     |
| CF          | 9  | Roberto Cabañas       |     |
| CF          | 11 | Alfredo Mendoza       | 68' |
| Invallers:  |    |                       |     |
| FW          | 20 | Ramón Hicks           | 68' |
| Coach:      |    |                       |     |
| Cayetano Ré |    |                       |     |

| België:    |    |                   |     |
|            |    |                   |     |
| GK         | 1  | Jean-Marie Pfaff  |     |
| RWB        | 19 | Hugo Broos        |     |
| CB         | 13 | Georges Grün      | 89' |
| CB         | 21 | Stéphane Demol    |     |
| CB         | 5  | Michel Renquin    |     |
| LWB        | 22 | Patrick Vervoort  |     |
| CM         | 11 | Jan Ceulemans     | 55' |
| CM         | 8  | Enzo Scifo        |     |
| CM         | 6  | Frank Vercauteren |     |
| CF         | 18 | Danny Veyt        |     |
| CF         | 16 | Nico Claesen      |     |
| Invallers: |    |                   |     |
| MF         | 15 | Leo Van der Elst  | 89' |
| Coach:     |    |                   |     |
| Guy Thys   |    |                   |     |

#### Tweede ronde
|                        |                               |              |                                                 |                                                                                   |
| 15 juni 1986 16:00 CST | Sovjet-Unie                   | 3 – 4 (n.v.) | België                                          | Estadio León, Léon Toeschouwers: 32.277 Scheidsrechter: Erik Fredriksson (Zweden) |
| 15 juni 1986 16:00 CST | Belanov 27', 70', 111' (pen.) |              | 56' Scifo 77' Ceulemans 102' Demol 110' Claesen | Estadio León, Léon Toeschouwers: 32.277 Scheidsrechter: Erik Fredriksson (Zweden) |

| Sovjet-Unie | België |

| Sovjet-Unie:      |    |                    |     |
|                   |    |                    |     |
| GK                | 1  | Rinat Dasajev      |     |
| RB                | 2  | Vladimir Bessonov  |     |
| CB                | 20 | Sergej Alejnikov   |     |
| CB                | 10 | Oleg Koeznetsov    |     |
| LB                | 5  | Anatoli Demjanenko |     |
| CM                | 12 | Andrej Bal         |     |
| CM                | 8  | Pavel Jakovenko    | 79' |
| AM                | 9  | Aleksandr Zavarov  | 72' |
| RW                | 7  | Ivan Jaremtsjoek   |     |
| CF                | 19 | Igor Belanov       |     |
| LW                | 21 | Vasili Rats        |     |
| Invallers:        |    |                    |     |
| FW                | 14 | Sergej Rodionov    | 72' |
| FW                | 17 | Vadim Jevtoesjenko | 79' |
| Coach:            |    |                    |     |
| Valeri Lobanovski |    |                    |     |

| België:    |    |                   |      |
|            |    |                   |      |
| GK         | 1  | Jean-Marie Pfaff  |      |
| RWB        | 2  | Eric Gerets       | 112' |
| CB         | 13 | Georges Grün      | 99'  |
| CB         | 21 | Stéphane Demol    |      |
| CB         | 5  | Michel Renquin    | 65'  |
| LWB        | 22 | Patrick Vervoort  |      |
| CM         | 11 | Jan Ceulemans     |      |
| CM         | 8  | Enzo Scifo        |      |
| CM         | 6  | Frank Vercauteren |      |
| CF         | 18 | Danny Veyt        |      |
| CF         | 16 | Nico Claesen      |      |
| Invallers: |    |                   |      |
| MF         | 15 | Leo Van der Elst  | 112' |
| DF         | 14 | Lei Clijsters     | 99'  |
| Coach:     |    |                   |      |
| Guy Thys   |    |                   |      |

#### Kwartfinale
|                        |                                    |              |                                              | |
| 22 juni 1986 16:00 CST | Spanje                             | 1 – 1 (n.v.) | België                                       | Estadio Cuauhtémoc, Puebla Toeschouwers: 45.000 Scheidsrechter: Siegfried Kirschen (Oost-Duitsland) |
| 22 juni 1986 16:00 CST | Señor 85'                          |              | 35' Ceulemans                                | Estadio Cuauhtémoc, Puebla Toeschouwers: 45.000 Scheidsrechter: Siegfried Kirschen (Oost-Duitsland) |
| 22 juni 1986 16:00 CST | Strafschoppen                      |              |                                              | Estadio Cuauhtémoc, Puebla Toeschouwers: 45.000 Scheidsrechter: Siegfried Kirschen (Oost-Duitsland) |
| 22 juni 1986 16:00 CST | Señor Eloy Chendo Butragueño Muñoz | 4 – 5        | Claesen Scifo Broos Vervoort L. Van der Elst | Estadio Cuauhtémoc, Puebla Toeschouwers: 45.000 Scheidsrechter: Siegfried Kirschen (Oost-Duitsland) |

| Spanje | België |

| Spanje:      |    |                      |         |
|              |    |                      |         |
| GK           | 1  | Andoni Zubizarreta   |         |
| RB           | 15 | Chendo               |         |
| CB           | 2  | Tomás                | 39' 46' |
| CB           | 14 | Ricardo Gallego      |         |
| LB           | 3  | José Antonio Camacho |         |
| RM           | 21 | Míchel               |         |
| CM           | 5  | Víctor Muñoz         |         |
| CM           | 18 | Ramón Calderé        | 44'     |
| LM           | 11 | Julio Alberto        |         |
| CF           | 9  | Emilio Butragueño    |         |
| CF           | 19 | Julio Salinas        | 63'     |
| Invallers:   |    |                      |         |
| MF           | 7  | Juan Antonio Señor   | 46'     |
| FW           | 20 | Eloy Olaya           | 63'     |
| Coach:       |    |                      |         |
| Miguel Muñoz |    |                      |         |

| België:    |    |                   |      |
|            |    |                   |      |
| GK         | 1  | Jean-Marie Pfaff  |      |
| RWB        | 2  | Eric Gerets       |      |
| CB         | 13 | Georges Grün      | 115' |
| CB         | 21 | Stéphane Demol    | 24'  |
| CB         | 5  | Michel Renquin    |      |
| LWB        | 22 | Patrick Vervoort  |      |
| CM         | 11 | Jan Ceulemans     |      |
| CM         | 8  | Enzo Scifo        |      |
| CM         | 6  | Frank Vercauteren | 105' |
| CF         | 18 | Danny Veyt        | 82'  |
| CF         | 16 | Nico Claesen      |      |
| Invallers: |    |                   |      |
| DF         | 19 | Hugo Broos        | 82'  |
| MF         | 15 | Leo Van der Elst  | 105' |
| Coach:     |    |                   |      |
| Guy Thys   |    |                   |      |

#### Halve finale
|                        |                   |       |        | |
| 25 juni 1986 16:00 CST | Argentinië        | 2 – 0 | België | Aztekenstadion, Mexico City Toeschouwers: 114.500 Scheidsrechter: Antonio Márquez Ramírez (Mexico) |
| 25 juni 1986 16:00 CST | Maradona 51', 63' |       |        | Aztekenstadion, Mexico City Toeschouwers: 114.500 Scheidsrechter: Antonio Márquez Ramírez (Mexico) |

| Argentinië | België |

| Argentinië:    |    |                     |     |
|                |    |                     |     |
| GK             | 18 | Nery Pumpido        |     |
| CB             | 9  | José Cuciuffo       |     |
| CB             | 5  | José Luis Brown     |     |
| CB             | 19 | Oscar Ruggeri       |     |
| DM             | 2  | Sergio Batista      |     |
| RM             | 14 | Ricardo Giusti      |     |
| CM             | 7  | Jorge Burruchaga    | 85' |
| CM             | 12 | Héctor Enrique      |     |
| LM             | 16 | Julio Olarticoechea |     |
| AM             | 10 | Diego Maradona      |     |
| CF             | 11 | Jorge Valdano       | 33' |
| Invallers:     |    |                     |     |
| MF             | 3  | Ricardo Bochini     | 85' |
| Coach:         |    |                     |     |
| Carlos Bilardo |    |                     |     |

| België:    |    |                   |     |
|            |    |                   |     |
| GK         | 1  | Jean-Marie Pfaff  |     |
| RWB        | 2  | Eric Gerets       |     |
| CB         | 13 | Georges Grün      |     |
| CB         | 21 | Stéphane Demol    |     |
| CB         | 5  | Michel Renquin    | 54' |
| LWB        | 22 | Patrick Vervoort  |     |
| CM         | 11 | Jan Ceulemans     |     |
| CM         | 8  | Enzo Scifo        |     |
| CM         | 6  | Frank Vercauteren |     |
| CF         | 18 | Danny Veyt        | 27' |
| CF         | 16 | Nico Claesen      |     |
| Invallers: |    |                   |     |
| MF         | 10 | Philippe Desmet   | 54' |
| Coach:     |    |                   |     |
| Guy Thys   |    |                   |     |

#### Troostfinale
|                        |                                                        |              |                           |                                                                                            |
| 28 juni 1986 12:00 CST | Frankrijk                                              | 4 – 2 (n.v.) | België                    | Estadio Cuauhtémoc, Puebla Toeschouwers: 21.000 Scheidsrechter: George Courtney (Engeland) |
| 28 juni 1986 12:00 CST | Ferreri 27' Papin 43' Genghini 104' Amoros 111' (pen.) |              | 11' Ceulemans 73' Claesen | Estadio Cuauhtémoc, Puebla Toeschouwers: 21.000 Scheidsrechter: George Courtney (Engeland) |

| Frankrijk | België |

| Frankrijk:   |    |                     |     |
|              |    |                     |     |
| GK           | 22 | Albert Rust         |     |
| RB           | 2  | Manuel Amoros       |     |
| CB           | 4  | Patrick Battiston   |     |
| CB           | 7  | Yvon Le Roux        | 55' |
| LB           | 5  | Michel Bibard       |     |
| DM           | 13 | Bernard Genghini    |     |
| CM           | 14 | Jean Tigana         | 83' |
| CM           | 15 | Philippe Vercruysse |     |
| AM           | 11 | Jean-Marc Ferreri   |     |
| RF           | 17 | Jean-Pierre Papin   |     |
| LF           | 16 | Bruno Bellone       |     |
| Invallers:   |    |                     |     |
| MF           | 6  | Maxime Bossis       | 55' |
| DF           | 8  | Thierry Tusseau     | 83' |
| Coach:       |    |                     |     |
| Henri Michel |    |                     |     |

| België:    |    |                     |     |
|            |    |                     |     |
| GK         | 1  | Jean-Marie Pfaff    | 63' |
| RWB        | 2  | Eric Gerets         |     |
| CB         | 13 | Georges Grün        |     |
| CB         | 21 | Stéphane Demol      |     |
| CB         | 5  | Michel Renquin      | 46' |
| LWB        | 22 | Patrick Vervoort    |     |
| RM         | 11 | Jan Ceulemans       |     |
| CM         | 8  | Enzo Scifo          | 64' |
| LM         | 6  | Raymond Mommens     |     |
| CF         | 18 | Danny Veyt          |     |
| CF         | 16 | Nico Claesen        |     |
| Invallers: |    |                     |     |
| DF         | 3  | Franky Van der Elst | 46' |
| MF         | 15 | Leo Van der Elst    | 64' |
| Coach:     |    |                     |     |
| Guy Thys   |    |                     |     |

KBVB · A-internationals · Selecties · Statistieken · Bondscoaches · Belgisch vrouwenelftal · Olympisch elftal · België U21 · België U20 · België U19 · België U18 · België U17 · België U16 · Vrouwen U19 · Vrouwen U17
Albanië ·
Algerije ·
Andorra ·
Argentinië ·
Armenië ·
Australië ·
Azerbeidzjan ·
Bosnië en Herzegovina · 
Brazilië ·
Bulgarije ·
Burkina Faso ·
Canada ·
Chili ·
Colombia ·
Costa Rica ·
Cyprus ·
DDR ·
Denemarken ·
Duitsland ·
Egypte ·
El Salvador ·
Engeland ·
Estland ·
Faeröer ·
Finland ·
Frankrijk ·
Gabon ·
Gibraltar ·
Griekenland ·
Hongarije ·
Ierland ·
IJsland ·
Irak ·
Israël ·
Italië ·
Ivoorkust ·
Japan ·
Joegoslavië ·
Kazachstan ·
Kroatië · 
Letland ·
Litouwen ·
Luxemburg ·
Malta ·
Marokko ·
Mexico ·
Montenegro · 
Nederland ·
Noord-Ierland ·
Noord-Macedonië ·
Noorwegen ·
Oekraïne ·
Oostenrijk ·
Panama · 
Paraguay ·
Peru ·
Polen ·
Portugal ·
Qatar ·
Roemenië ·
Rusland ·
San Marino ·
Saoedi-Arabië ·
Schotland ·
Servië ·
Servië en Montenegro ·
Slovenië ·
Slowakije ·
Sovjet-Unie ·
Spanje ·
Tsjechië ·
Tsjecho-Slowakije ·
Tunesië · 
Turkije · 
Uruguay · 
Verenigde Staten · 
Wales · 
Wit-Rusland ·
Zambia · 
Zuid-Korea · 
Zweden · 
Zwitserland
Algerije (2014) ·
Argentinië (2014) · 
Brazilië (2018) · 
Canada (2022) · 
Denemarken (2021) · 
Engeland (2018, 1) · 
Engeland (2018, 2) · 
Finland (2021) · 
Frankrijk (1904) ·
Frankrijk (2018) · 
Ierland (2016) · 
Italië (2016) · 
Italië (2021) · 
Japan (2018) · 
Kroatië (2022) · 
Marokko (2022) · 
Nederland (1985) · 
Panama (2018) ·
Polen (1982) · 
Portugal (2021) · 
Rusland (2014) · 
Rusland (2021) · 
Sovjet-Unie (1982) · 
Tunesië (2018) · 
Verenigde Staten (2014) ·
West-Duitsland (1980) · 
Zuid-Korea (2014)